# Mandela (singolo)
Mandela è un singolo della cantante italiana Margherita Vicario pubblicato il 12 aprile 2019 da INRI Torino.

## Video musicale
Il videoclip del brano, girato a Torino e diretto da Ivan Cazzola, è stato pubblicato il 12 aprile 2019 sul canale YouTube di INRI Torino, ha come protagonista Ali Sawkat, benzinaio di origine bengalese detto Mandela.

## Tracce
Testi di Margherita Vicario, musiche di Dade.
1. Mandela – 3:10